# Eierlegende Wollmilchsau

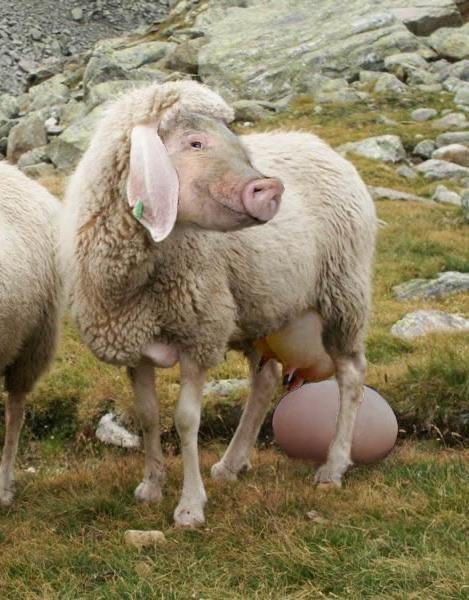
Künstlerische Darstellung mit Schweinegesicht, Schafswollkleid, Kuheuter und vergrößertem Hühner-Ei

Eierlegende Wollmilchsau (auch eierlegendes Woll(milch)schwein) ist eine umgangssprachliche Redewendung, mit der etwas (eine Sache, Person oder Problemlösung) umschrieben wird, das scheinbar „nur Vorteile hat, alle Bedürfnisse befriedigt, allen Ansprüchen genügt“, eben deshalb aber irreal ist. Die Redensart veranschaulicht diese Idealvorstellung anhand eines imaginären Nutztieres, das als Hybridwesen die Vorzüge verschiedener Tierarten, nämlich von Huhn (Eier legen), Schaf (Wolle liefern), Kuh (Milch geben) und Schwein (Fleisch) in sich vereint.  

## Geschichte
Die Züchterphantasie von einem „eierlegenden Wollschwein“, einem „Schwein, / das Merinowolle trägt / und dazu noch Eier legt“, ist erstmals 1959 in einem humoristischen Gedicht belegt. In der Form (eierlegendes) Wollschwein oder Wollmilchschwein tritt die Fügung seit Ende der 1960er-Jahre als Redensart auf.

## Rezeption
Der Shmoo aus dem Comic Li’l Abner ist eine Form der eierlegenden Wollmilchsau. Im Film Lucky Number Slevin wird auf den Shmoo Bezug genommen.